# Анна Болейн (опера)

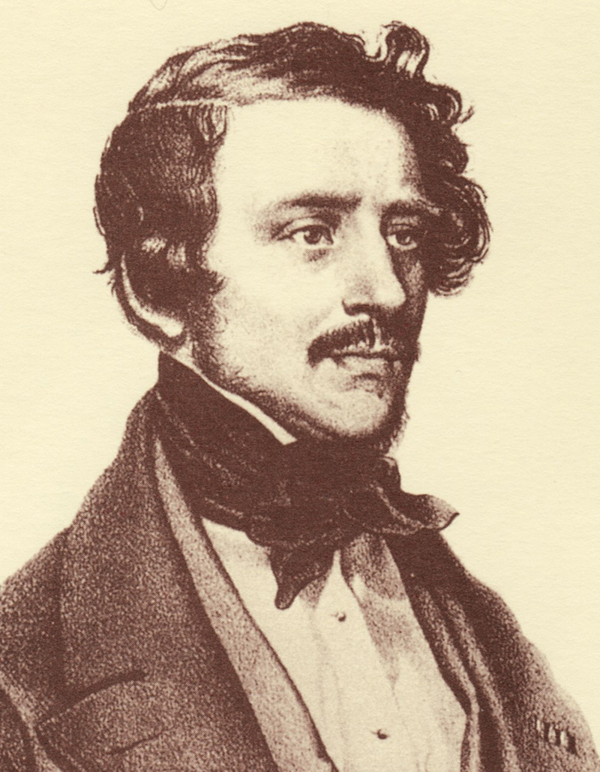
Гаетано Доніцетті

«Анна Болейн» (італ. Anna Bolena) — лірична трагедія на три дії італійського композитора Гаетано Доніцетті. Італійське лібрето Феліче Романі на основі п'єс Іпполіто Пондемонто «Генріх VIII, або Анна Болейн» і Алессандро Пеполі «Анна Болейн». В основі обох п'єс була реальна біографія другої дружини англійського короля Генріха VIII Анни Болейн. Прем'єра опери відбулася 26 грудня 1830 року в Мілані в театрі Каркано.
Опера «Анна Болейн» належить до циклу опер Доніцетті з історії Англії XVI століття. Сюди входять також «Замок Кенілворт» (1829), «Марія Стюарт» (1835) і «Роберто Девере» (1837).

## Дійові особи

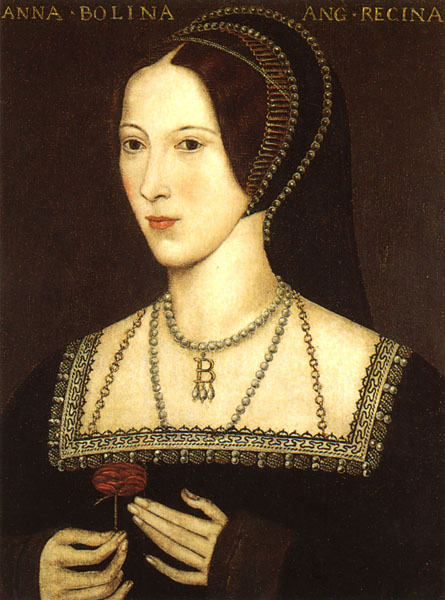
Анна Болейна

| Анна Болейн, (Anna Bolena), королева Англії              | сопрано      |
| Генріх VIII (король Англії), (Enrico VII), король Англії | бас          |
| Джейн Сеймур, (Giovanna Seymour), придворна дама Анни    | мецо-сопрано |
| Лорд Рошфор, (Lord Rochefort), брат Анни                 | бас          |
| Лорд Персі, (Lord Percy)                                 | тенор        |
| Сметона, (Smeton), музикант                              | контральто   |
| Гарві, (Hervey), суддя                                   | тенор        |
| Судді, солдати, мисливці                                 |              |

## Лібрето

### Дія перша.
Сцена перша. Зал у Віндзорському замку. Придворна дама королеви Джейн Сеймур закохана в короля Генріха, він відповідає їй взаємністю. Але Джейн неспокійна. Її совість збентежена. Вона також віддана королеві і не бажає їй зла. Входить Анна. Вона відчуває, що навколо неї збираються хмари. Чоловік розлюбив і хоче позбутися її. Джейн намагається втішити королеву. Паж і музикант Сметона, щоб розважити Анну, співає романс. Але все марно. Анна йде в сльозах.
Джейн залишається одна. Входить король Генріх. Він охоплений пристрастю до неї і хоче будь-що позбутися набридлої дружини. Однак, незважаючи на любов до Генріха, Джейн відмовляється зрадити Анну.

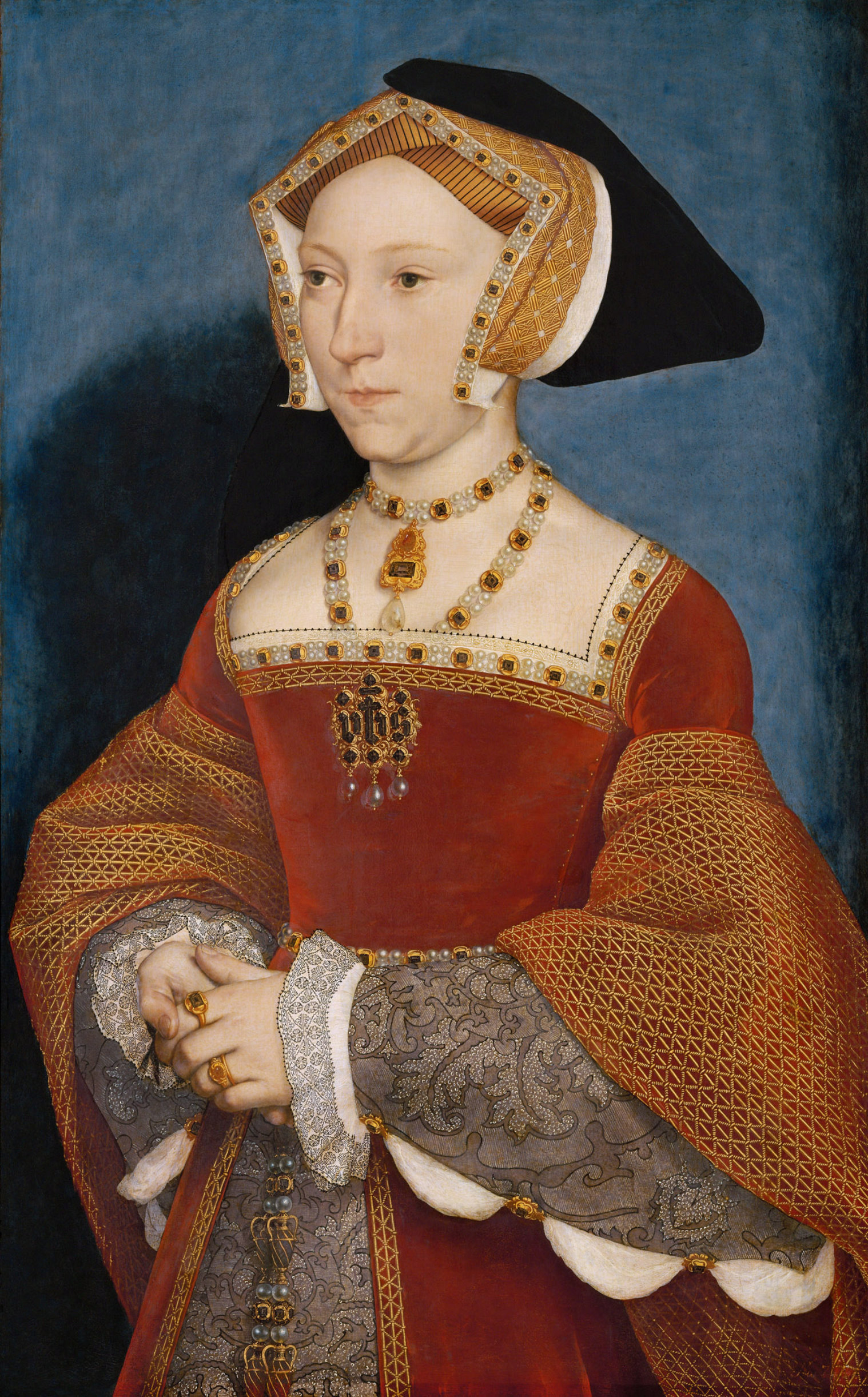
Джейн Сеймур

Сцена друга. Парк Віндзорського замку. Брат Анни Рошфор приводить в замок лорда Персі, що повернувся до Лондона після довгої відсутності. Колись він був нареченим юної Анни. Але вона відкинула його заради короля. Тепер Персі сподівається побачити свою першу любов. Король, королева і свита, повертаються з полювання. Побачивши Анну, Персі не витримує і, не чекаючи офіційного представлення, звертається до неї по імені. Рошфор намагається виправити становище, пояснивши, що Персі старий друг їхньої сім'ї і знав королеву з дитинства. Король відкликає в бік офіцера Гарві. Той повинен простежити за Персі. Можливо ця зустріч дасть королю бажаний привід для того, щоб позбутися обридлої дружини. В цей час Анна згадує минуле, і почуття до її колишнього нареченого відроджуються.
Сцена третя. Кімната в покоях королеви. Сметона один. Він закоханий у королеву, але не сміє навіть подумати, щоб відкрити свої почуття. Входять Анна і Рошфор. Брат просить Анну прийняти Персі. Анна побоюється ревнощів чоловіка, але не може встояти і погоджується. Персі освічується Анні у почуттях. Анна теж відчула симпатію до Персі, але вона відмовляє йому в побаченні, вона буде вірною королеві. Персі наполягає і, вийнявши шпагу, хоче встромити собі в груди. Вдирається Сметона. Він звинувачує Персі в нападі на королеву і вихоплює шпагу. Персі захищається. Рошфор намагається їх розборонити. У цей час входять король, Джейн, Гарві і свита. Побачивши оголені мечі, король звинувачує їх у змові з метою напасти на нього. Персі і Сметона заперечують. Король знаходить у Сметони портрет королеви.

### Дія друга.
Сцена перша. Кімната в покоях королеви. Анна під вартою чекає на вирок короля. Гарві оголошує, що Анна буде відправлена в Тауер. Джейн благає королеву врятувати собі життя шляхом визнання провини. Анна відмовляється. Вона прощає Джейн і бажає їй не повторити її долі, застерігаючи від короля.

Генріх VIII

Сцена друга. Аванзал перед судом перів. З'являється Гарві. Він повідомляє, що Сметона, думаючи, що тим самим рятує Анну від смерті, визнав себе винним у любові до неї. Входить Генріх. Він наказує привести Анну і Персі. Генріх повідомляє їм, що згідно з рішенням суду перів Анна визнана винною в зраді зі Сметоною, а Персі і Рошфор визнані спільниками. Персі знову признається в любові Анні, і заявляє, що він справжній її чоловік, оскільки їхній шлюб укладено на небесах.

### Дія третя.
Сцена перша. Кабінет короля. Входить Джейн. Вона намагається пом'якшити вирок короля, але марно — він непохитний у бажанні стратити дружину й підлеглих. Гарві повідомляє, що все готово до страти.
Сцена друга. Внутрішній двір Тауера. Персі і Рошфор під вартою чекають вирішення своєї долі. Гарві оголошує, що вони помилувані, а Анна буде страчена. Персі і Рошфор відмовляються від помилування і заявляють, що розділять долю Анни.
Сцена третя. Камера в Тауері. Анна збожеволіла. Вона згадує дитячі невинні роки, першу любов до Персі, свої честолюбні мрії, весілля з королем і перші роки щасливого подружнього життя. Анна не пізнає Персі, Рошфора і Сметону, що прийшли з нею попрощатися. Варта відводить засуджених, а народ вітає короля і його нову дружину Джейн Сеймур.

## Музика

### Головні арії опери
- Дія 1. Non v’ha sguardo cui sia dato (Анна Болейн)
- Дія 1. Tu mi lasci? (дует: Генріх, Сеймур)
- Дія 2. Ah! Cosi nei di ridenti (Персі)
- Дія 2. É sgombro il loco (Сметона)
- Дія 3. Vivi tu, te ne scongiuro (Персі)
- Дія 3. Piangete voi.. Al dolce guidami castel natio (Анна Болейн)